# Withoba

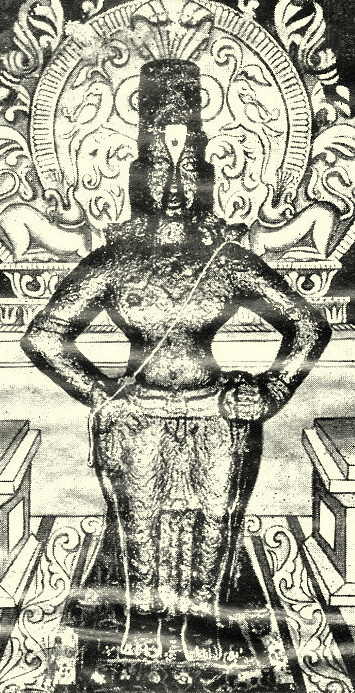
Withoba

Withoba (dewanagari विठोबा, trl. viṭhobā, Witthala marathi विठ्ठल, trl. viṭṭhala, kannada ವಿಟ್ಟಲ trl. viṭṭala, Panduranga marathi पांडुरंग, kannada ಪಾಂಡುರಂಗ trl. w obydwu przypadkach paṇḍuraṇga) – męskie bóstwo hinduistyczne, uznawane za jedną z manifestacji Kryszny (według zwolenników Madhwy) lub Wisznu, niekiedy również Śiwy.
Withoba jest ważną postacią w panteonie lokalnego ruchu bhakti i warkari w indyjskich stanach Maharashtra, Karnataka i Andhra Pradesh.

## Ikonografia
Witobhę przedstawia się jako młodzieńca, który stojąc dłonie wspiera na biodrach.

## Geneza
Imię bóstwa pochodzi prawdopodobnie od postaci mitologicznej z obszaru południowoindyjskiego języka kannada.
Kult zainspirowała tradycja śriwajsznawa Ramanudźy (1017–1137).

## Kult

### Centra kultowe
- Świątynia Withoby w Pandharpur – Withoba z Pandharpuru cieszy się ogromną popularnością w stanach Maharashtra, Karnataka oraz Andhra Pradesh, przyciągając do tego sanktuarium tysiące pielgrzymów rocznie. Sprzyja temu lokalizacja Pandharpuru:

1. Maharashtra geograficznie należy do południowych rejonów Indii, ale kulturowo do północy
2. Pandharpur znajduje się przy południowej granicy Maharashtry (na zachód od Solapuru)
3. leży nad brzegami rzeki Bhimy

### Pielgrzymki
Wyznawcy odwiedzają Pandharpur jednokrotnie, dwukrotnie lub trzykrotnie w ciągu roku.
Najważniejsza pielgrzymka ma miejsce w miesiącu aszadha, gromadząc jednocześnie prawie sześć tysięcy wiernych.

## Wpływ

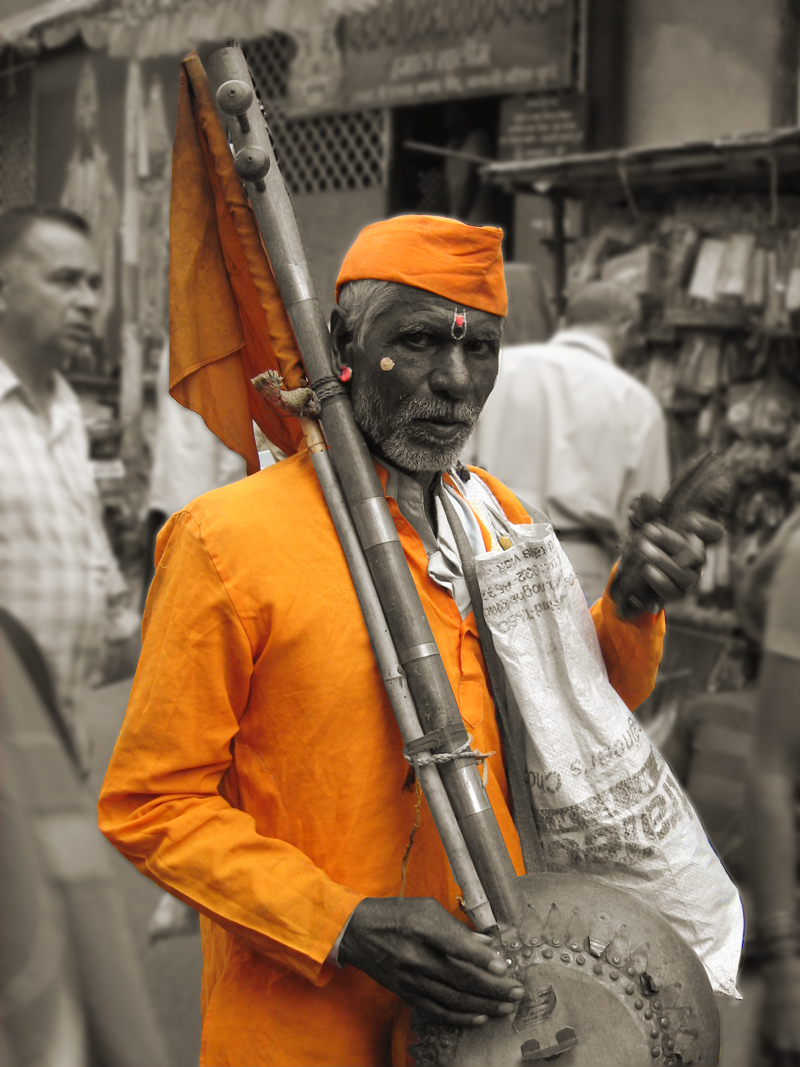
Warkari panth w drodze pomiędzy Alandi a Pandharpur

### Literatura
Bóstwu temu poświęcona jest znaczna część literatury religijnej w językach marathi i kannada.
- Dźńaneśwari

### Tradycje religijne
- Haridasa (lub Dasa) – zapoczątkowana w XIII w. przez Śripadaradźę i Wjasaradźę[5]
- Warkari panth – ścieżka pielgrzymów[6]

### Znani wyznawcy
- Dźńaneśwar
- Namdew – krawiec
- Dźanabai – pokojówka
- Sena – fryzjer
- Tukaram – handlarz zbożem
- Eknath

## Withabai
Dla części wyznawców, szczególnie dla kobiet, Withobha uosabiał bóstwo żeńskie i był postrzegany jako matka. Niektóre utwory Muktabai (siostry Dźńaneśwary) i Dźanabai (służącej Namdewy) określają Withobhę jako kobietę, równocześnie przydając mu imię Withabai.

## Literatura przedmiotu
- Deleury: The Cult of Vitoba. Poona: Deccan College Postgraduate and Research Institute, 1960.Sprawdź autora:1. Brak numerów stron w książce